# Noraszen (Gegharkunik)
Noraszen – wieś w Armenii, w prowincji Gegharkunik. W 2011 roku liczyła 475 mieszkańców.